# Rick Pagnutti
Richard Pagnutti (né le 14 novembre 1946 à Grand Sudbury ville de l'Ontario au Canada) est un joueur professionnel de hockey sur glace. Il est le père de Matt Pagnutti.

## Carrière en club
En 1967, il est choisi en tant que tout premier choix du repêchage amateur de la Ligue nationale de hockey. Choisi par les Kings de Los Angeles, il est affecté à l'équipe affiliée de la Ligue américaine de hockey, les Kings de Springfield avec qu'il évolue pour deux saisons.
Il joue au hockey en tant que professionnel entre 1967 et 1977 mais ne joue jamais dans la LNH.

## Statistiques
| Saison    | Équipe                     | Ligue |    | Saison régulière | Saison régulière | Saison régulière | Saison régulière | Saison régulière |   | Séries éliminatoires | Séries éliminatoires | Séries éliminatoires | Séries éliminatoires | Séries éliminatoires |
| Saison    | Équipe                     | Ligue | PJ | B                | A                | Pts              | Pun              | PJ               | B | A                    | Pts                  | Pun                  |                      |                      |
| 1967-1968 | Kings de Springfield       | LAH   | 54 | 4                | 13               | 17               | 20               | 4                | 0 | 1                    | 1                    | 8                    |                      |                      |
| 1968-1969 | Kings de Springfield       | LAH   | 65 | 4                | 14               | 18               | 63               | -                | - | -                    | -                    | -                    |                      |                      |
| 1969-1970 | Golden Eagles de Salt Lake | WHL   | 60 | 4                | 9                | 13               | 44               | -                | - | -                    | -                    | -                    |                      |                      |
| 1969-1970 | Blazers d'Oklahoma City    | LCH   | 3  | 0                | 0                | 0                | 0                | -                | - | -                    | -                    | -                    |                      |                      |
| 1970-1971 | Komets de Fort Wayne       | LIH   | 57 | 9                | 23               | 32               | 45               | 5                | 1 | 2                    | 3                    | 2                    |                      |                      |
| 1971-1972 | Komets de Fort Wayne       | LIH   | 64 | 13               | 45               | 58               | 86               | 8                | 1 | 2                    | 3                    | 6                    |                      |                      |
| 1972-1973 | Americans de Rochester     | LAH   | 72 | 18               | 37               | 55               | 64               | 6                | 3 | 2                    | 5                    | 4                    |                      |                      |
| 1973-1974 | Americans de Rochester     | LAH   | 68 | 11               | 43               | 54               | 57               | 6                | 0 | 2                    | 2                    | 6                    |                      |                      |
| 1974-1975 | Americans de Rochester     | LAH   | 74 | 12               | 40               | 52               | 59               | 12               | 3 | 5                    | 8                    | 16                   |                      |                      |
| 1975-1976 | Americans de Rochester     | LAH   | 63 | 4                | 29               | 33               | 46               | 7                | 0 | 2                    | 2                    | 9                    |                      |                      |
| 1976-1977 | Dusters de Broome County   | NAHL  | 68 | 8                | 44               | 52               | 50               | 10               | 2 | 4                    | 6                    | 5                    |                      |                      |